# Chiêu hồi

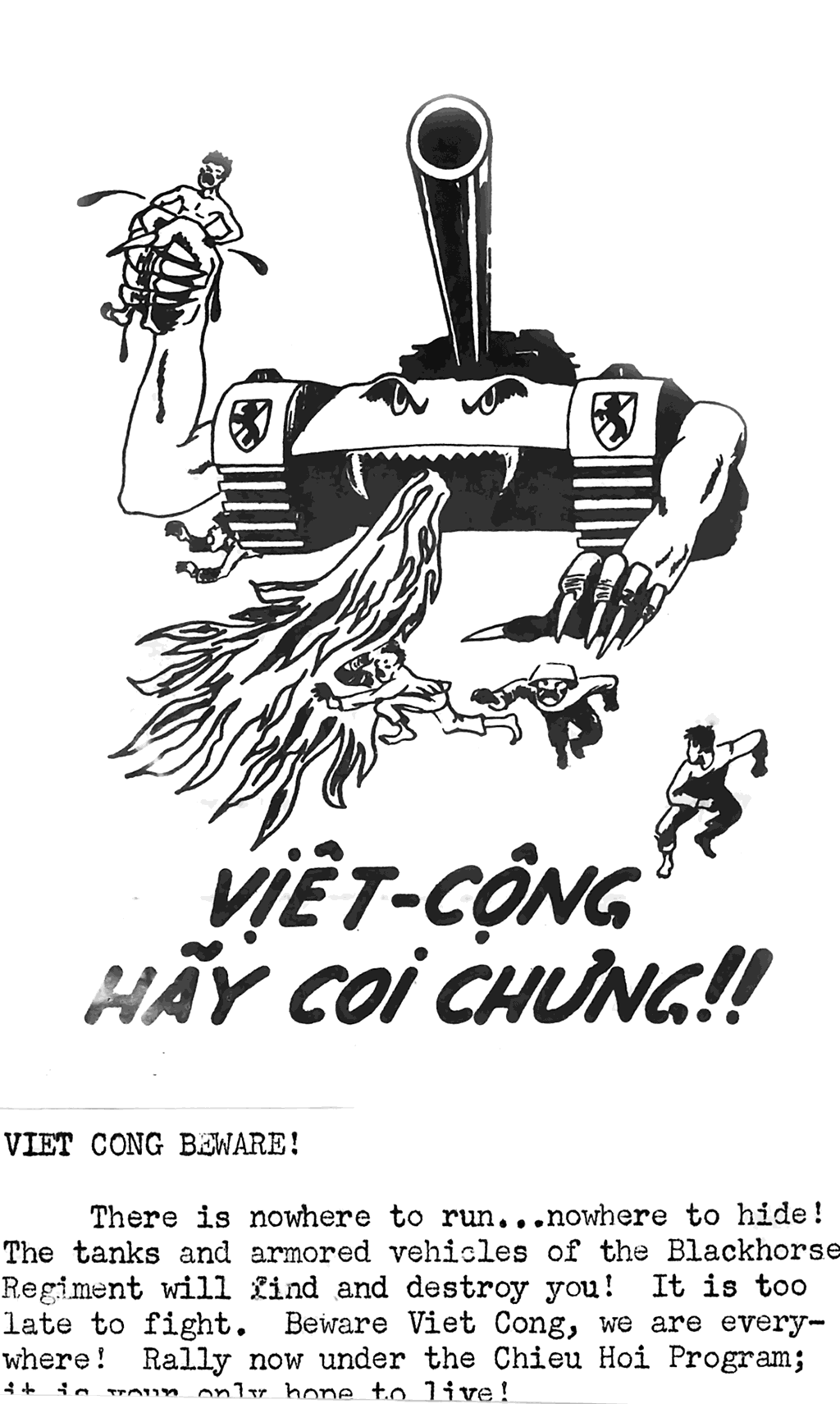
Tờ rơi khuyến khích chiêu hồi

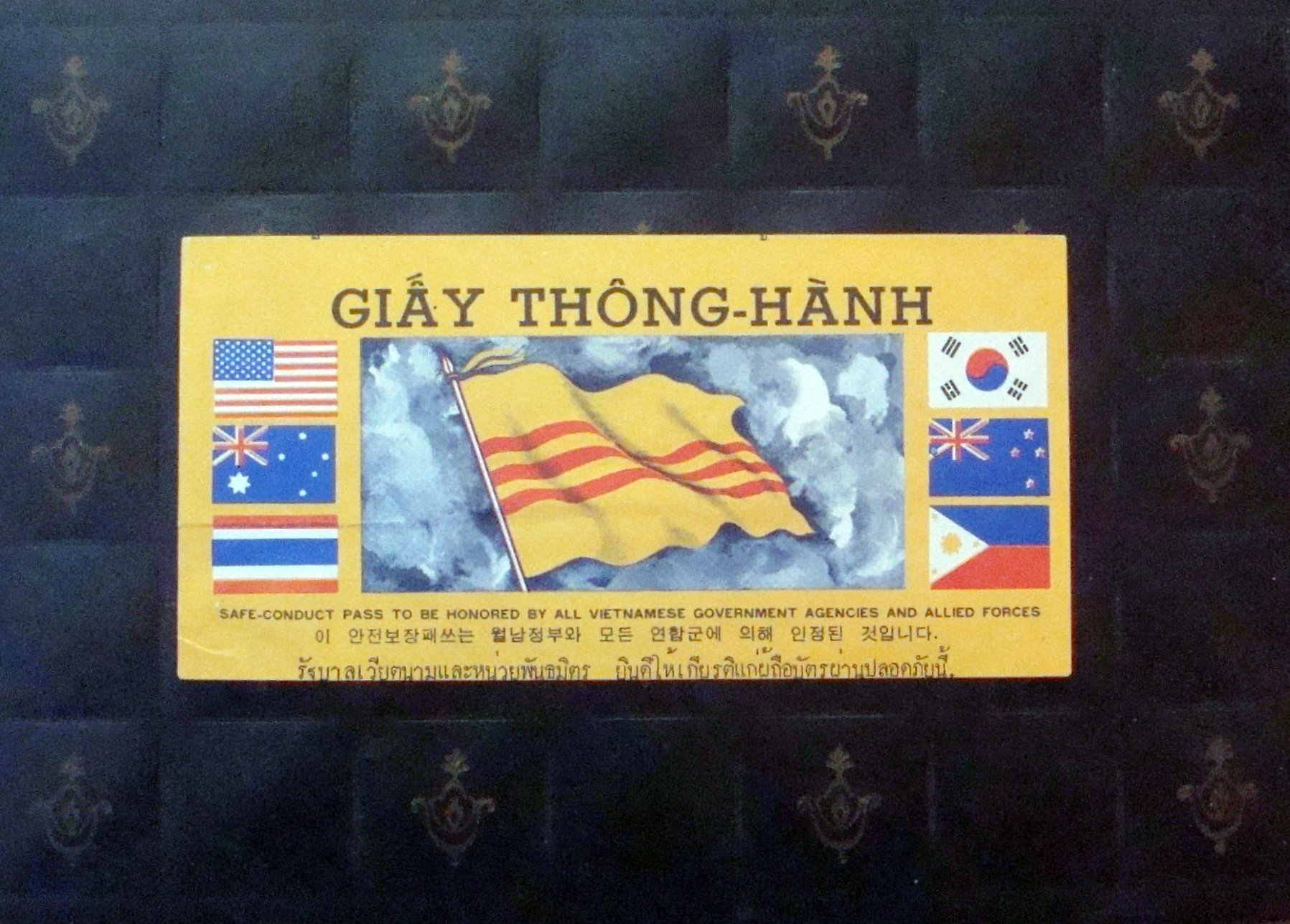
Giấy thông hành bảo đảm quân đối phương quy hàng sẽ được an toàn khi trình diện Quân lực Đồng minh

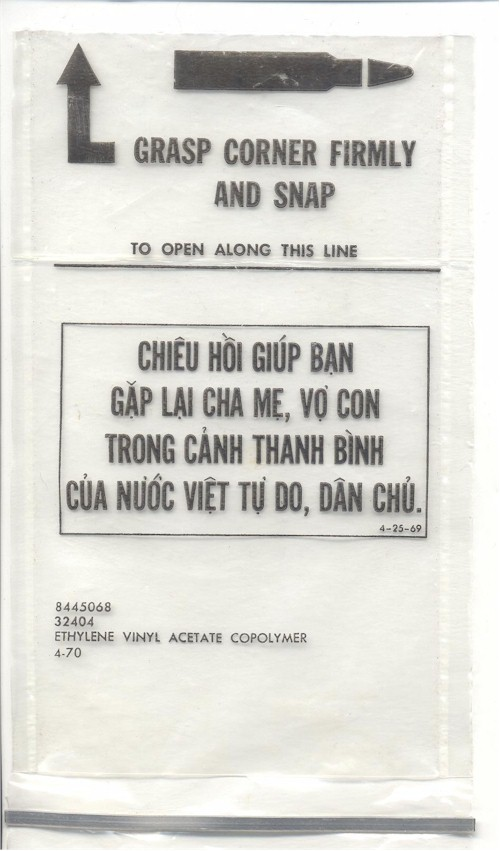
Túi nylon ghi lời khuyến dụ người hồi chánh

Chiêu hồi là một chương trình do chính phủ Việt Nam Cộng hòa đề ra để khuyến khích các thành phần của Mặt trận Giải phóng miền Nam và Việt Nam Dân chủ Cộng hòa buông súng quay về với phe chính phủ Việt Nam Cộng hòa. Vận động tuyên truyền gồm dùng truyền đơn thả bằng máy bay hoặc bắn kèm với đạn pháo, và nhiều đợt phát thanh vô tuyến. Bản nhạc "Ngày về" của Hoàng Giác được dùng làm nhạc khúc Chiêu hồi cho chương trình phát thanh. Những bộ đội, cán bộ trở về với bên chính phủ Việt Nam Cộng hòa thì gọi là "hồi chánh". Thậm chí những người trong cơ sơ hoạt động bị bắt, và những người không chịu được tra tấn mà khai ra đồng đội cũng được tính là hồi chánh. Trong những người hồi chánh được biết đến nhiều là nhà văn Xuân Vũ; Thượng tá Tám Hà, chính ủy F5; Trung tá Phan văn Xưởng; Trung tá Huỳnh Cự; ca sĩ Bùi Thiện và Đoàn Chính, con trai nhạc sĩ Đoàn Chuẩn.

## Lịch sử
Chương trình Chiêu hồi phát động dưới thời Đệ nhất Cộng hòa vào đầu năm 1963 dùng hai mẫu thực nghiệm: chương trình EDCOR của Philippines để chiêu dụ lực lượng cộng sản Hukbalahap và chương trình của Sir Robert Thompson thuộc quân đội Anh để bình định Malaysia. Bản tuyên cáo của Tổng thống Ngô Đình Diệm ngày 17 tháng 4 năm 1963 mở đầu chiến dịch Chiêu hồi bằng cách kêu gọi quân đội đối phương trở về với "chính nghĩa quốc gia". Chương trình này trực thuộc Bộ Công dân vụ dưới quyền của Bộ trưởng Ngô Trọng Hiếu và một thời mang tên Phong trào Chiêu tập Kháng chiến Lầm Đường.
Sau năm 1963 thì phân ban Chiêu hồi trực thuộc Phủ Thủ tướng. Năm 1965 thì chuyển sang Bộ Thông tin. 
Sang thời Đệ nhị Cộng hòa thì chính phủ nâng Phủ Đặc ủy Dân vận Chiêu hồi thành Bộ Chiêu hồi riêng để điều hành hệ thống Chiêu hồi trên khắp 44 tỉnh thành của bốn vùng chiến thuật. Mỗi tỉnh thì có Ty Chiêu hồi.
Năm 1967 chính phủ đưa ra chính sách "Đại đoàn kết". Theo Việt Nam Cộng hòa, các thành phần hồi chánh không những được giúp đỡ để tái định cư và đoàn tụ cùng gia đình mà còn được trưng dụng tài năng tương xứng với công việc ở bên kia chiến tuyến. Chính sách này chưa mấy đắc dụng thì cuộc Tổng Tấn công Tết Mậu Thân năm 1968 xảy ra. Sự kiện này làm gián đoạn chương trình Chiêu hồi vì tình hình an ninh bất ổn, nhưng đến năm 1969 thì số lượng hồi chánh lại tăng, đạt tổng số 47.023 người cho năm 1969.
Theo số liệu của Việt Nam Cộng hòa đưa ra, trong thời gian từ năm 1963 đến 1973 chương trình Chiêu hồi thâu nhận hơn 194.000 người hồi chánh, tức là "loại được bấy nhiêu quân đối phương khỏi chiến trường" không cần dùng đến súng đạn.
Người Hồi chánh được chuyển vào một trong hơn 200 trại để học tập chính trị trong thời gian từ bốn đến sáu tuần. Cùng lúc đó họ được phát quần áo và thức ăn, đến khi xuất trại thì trả về nguyên quán hoặc định cư ở những vùng ấn định. Khi nhập trại thì hồi chánh lãnh 1.500 đồng tiền quần áo, 300 đồng cho mỗi tháng tại trại, và khi xuất trại thì được 1.200 đồng. Trên toàn quốc có 38 làng chiêu hồi để hồi chánh định cư. Một số được kết nạp vào Cục Tâm lý chiến.
Người hồi chánh bao gồm cả đàn ông và phụ nữ, xuất thân là Việt Cộng, cán bộ tập kết hoặc cán bộ gốc Bắc. Một phần trong số các hồi chánh trở mặt với đồng đội cũ để chỉ điểm, chống phá các cơ sở và giúp đỡ cho Việt Nam Cộng hòa đánh thắng đối phương. Rất nhiều thành viên Mặt trận Dân tộc Giải phóng Miền Nam dứt khoát với quá khứ. Tuy nhiên chính sách hồi chánh này lại bị nhiều người lợi dụng để kiếm chác, gây lãng phí tài chính. Nghiêm trọng hơn, phía Mặt trận lợi dụng chính chính sách chiêu hồi này để cài cắm điệp viên. 
Ngày 18 tháng 2 năm 1973 Bưu chính Việt Nam Cộng hòa cho phát hành con tem "Chiêu hồi" trị giá 10 đồng, kỷ niệm người hồi chánh thứ 200.000.
Về mặt văn hóa và dân vận chương trình Chiêu hồi phổ biến nhiều nhạc phẩm được phát thanh trên đài vô tuyến Việt Nam, trong đó nhạc sĩ Anh Bằng có nhiều tác phẩm như "Bóng đêm", "Đôi bóng", "Nếu hai đứa mình", "Nếu ai có hỏi", "Giấc ngủ cô đơn"... đều là những bản nhạc có lời nhắn nhủ phần tử Việt Cộng quay về với gia đình.

## Nhân vật hồi chánh
1. Thượng tá Tám Hà, tức Trần Văn Đắc; chính uỷ sư 5
2. Trung tá Huỳnh Cự
3. Trung tá Phan văn Xưởng
4. Trung tá Lê Xuân Chuyên
5. Bác sĩ Đặng Tân, trưởng ty y tế Pleiku
6. Nhà văn Xuân Vũ Bùi Quang Triết
7. Nhạc sĩ Phan Thế[15]
8. Diễn viên Cao Huynh
9. Mai Văn Sổ[16] (em song sinh của Mai Văn Bộ)[17]
10. Bùi Công Tương; uỷ viên tuyên huấn tỉnh Bến Tre

## Lãnh đạo Bộ Chiêu hồi
- Tổng trưởng: Trần Văn Ân (tổng trưởng đầu tiên, tháng 3 đến 19-6-1965).
- Tổng trưởng: Thiếu tướng Nguyễn Bảo Trị (19-6-1965 đến 9-11-1967).
- Tổng trưởng: Nguyễn Xuân Phong (9-11-1967 đến tháng 3-1968).
- Tổng trưởng: Tiến sĩ Tôn Thất Thiện (tháng 3-1968 đến 25-8-1968).
- Tổng trưởng: Giáo sư Nguyễn Ngọc An (25-8-1968 đến 1-9-1969).
- Tổng trưởng: Bác sĩ Hồ Văn Châm (1-9-1969 đến đến tháng 4-1973).
- Tổng trưởng: Hoàng Đức Nhã (tháng 4-1973 đến tháng 4-1975).